# 명호초등학교 (부산)
명호초등학교는 대한민국 부산광역시 강서구에 있는 공립 초등학교이다. 교내의 오케스트라인 명호 드림 오케스트라와 합창부인 샛별 합창단, 리코더 연주부인 명리앙이 있다. 2018년 기준으로 학급당 학생수가 30명 이상으로 북부 교육청 관내에서 가장 과밀 학급이다.

## 학교 연혁
- 2009년 3월 1일: 개교

## 참고 자료
- 명호초등학교 - 한국교육학술정보원 학교알리미